# Майдан (Воломінський повіт)
Майдан (пол. Majdan) — село в Польщі, у гміні Воломін Воломінського повіту Мазовецького воєводства.
Населення — 609 осіб (2011).
У 1975-1998 роках село належало до Варшавського воєводства.

## Демографія
Демографічна структура станом на 31 березня 2011 року:
|          | Загалом | Допрацездатний вік | Працездатний вік | Постпрацездатний вік |
| -------- | ------- | ------------------ | ---------------- | -------------------- |
| Чоловіки | 281     | 76                 | 184              | 21                   |
| Жінки    | 328     | 87                 | 195              | 46                   |
| Разом    | 609     | 163                | 379              | 67                   |